# Christian Jürgensen (læge)
 For alternative betydninger, se Christian Jürgensen. (Se også artikler, som begynder med Christian Jürgensen)
Christian Jürgensen (født 27. juni 1846 i Aabenraa, død 9. marts 1927 i København) var en dansk læge og forfatter.
Efter skolegang i Flensborg dimitteredes han 1865 fra det von Westenske Institut i København og tog lægeeksamen 1873, hvorefter han var kandidat på Frederiks Hospital. I 1876 foretog han en studierejse med særligt sigte på ernæringslæren og fordøjelsesorganernes sygdomme, for hvilke sygdomme han 1889 oprettede en klinik i København, ligesom også emnet til hans doktordisputats samme år hentedes derfra. I 1890 foretog han med offentlig understøttelse en ny rejse for at studere brødbagning og bageriforhold. I populære skrifter og indlæg har han virket på dette sit specielle område. Han var næstformand i Forening for gensidig Forsikring ved dødsfald for embedsmænd, læger o. g. v. fra 1897; vicepræsident for jurysektion ved udstillingen i Stockholm 1897; præsident for juryen ved international udstilling for kogekunst og forplejning 1908. I bestyrelsen for Alliance Française fra 1907; formand for Fægteklubben af 1907 fra dens stiftelse og for Dansk Fægteforbund; præsident for Salle d’Armes Mahaut fra 1909; i bestyrelsen for Dansk Idrætsforbund fra 1909.